# Nyctycia viridimaculata
Nyctycia viridimaculata là một loài bướm đêm trong họ Noctuidae.